# 白碗杜鹃
白碗杜鹃（学名：Rhododendron souliei）为杜鹃花科杜鹃花属下的一个种。

## 扩展阅读
維基物種上的相關：白碗杜鹃